# Skæltræ
Skæltræ (Lepidodendron) var en slægt af primitive og uddøde ulvefodsplanter, der forekom i kultiden. De blev over 30 m høje med en op til 1 m tyk stamme, men var ikke ægte træer og manglede bl.a. egentlige grene. Toppen af stammen kunne dog være forgrenet, og bladene sad i toppen eller direkte på stammen.
Døde skæltræer udgør sammen med en række lignende planter fra perioden grundlaget for størstedelen af vore kulforekomster.
Indtil de falder af sidder bladene tæt, og de efterlader et karakteristisk rombe-formet mønster. Dele af stammen med dette mønster udgør en af de mest almindelige fossiler fra kultiden. Det kan i nogen grad minde om huden fra et krybdyr, og i 1800-tallet antog man at det faktisk var dele af uddøde kæmpe-krybdyr.
Navnet Lepidodendron kommer af græsk lepido, skæl, og dendron, træ.
Skæltræ er på mange måder en meget stor urt, snarere end et træ. Stammen indeholder næsten intet ved og det meste af stammens strukturelle styrke kommer af det tykke bark-agtige yderste lag. Skæltræ forplantede sig ved sporer og sporehusene sad i kogle-lignende strukturer. Fossiler af skæltræ kan derfor henlede tanken på nåletræer, men i virkeligheden er der ikke tale om kogler, men om strobili som man finder hos Ulvefod-klassen og padderok. De nulevende repræsentanter for Brasenføde-klassen har dog ikke sådanne strobili.
Det formodes at skæltræ voksede hurtigt og levede 10-15 år. De forekom i de vådeste områder af kultidens enorme sumpe, og voksede i tætte stande med 1000-2000 individer pr. hektar. Dette var kun muligt fordi klimaet var meget mildt, atmosfæren havde en anden sammensætning med mere ilt og mere CO2 og skæltræerne havde ikke sidegrene så de kunne stå tæt.
Ved slutningen af kridttiden uddøde kæmpeformerne af ulvefodsplanter, formentlig pga. konkurrence fra de egentlige vedplanter der var fremkommet sidst i kultiden.
| Botanik | Spire Denne botanikartikel er en spire som bør udbygges. Du er velkommen til at hjælpe Wikipedia ved at udvide den. |